# Econometric Theory
Econometric Theory est une revue académique en langue anglaise, consacrée à l’économétrie.